# COVID-19-Pandemie in New York City
Die COVID-19-Pandemie in New York City tritt als regionales Teilgeschehen der weltweiten COVID-19-Pandemie auf. Die erste bestätigte Infektion mit COVID-19 in New York City, der größten Stadt der Vereinigten Staaten, gab es am 1. März 2020. Am 15. März wurde der Bundesstaat New York, in dem New York City liegt, vom deutschen Robert Koch-Institut als Risikogebiet eingestuft. Spätere Untersuchungen zeigten jedoch, dass das neuartige Coronavirus bereits seit Januar 2020 in New York City im Umlauf war, wobei gemeinschaftliche Übertragungsfälle aus dem Februar nachträglich bestätigt wurden. Genomische Analysen deuteten auch darauf hin, dass die meisten der anfänglichen Fälle eher mit Europa als mit Asien in Verbindung gebracht werden können.

## Verlauf

### 2020
Am 1. März gab es die erste bestätigte Infektion, es handelte sich um eine 39-jährige Frau aus Manhattan. Sie war am 25. Februar aus dem Iran zurückgekommen und war zu diesem Zeitpunkt symptomfrei. Sie begab sich zusammen mit ihrem Mann zu Hause in Isolation. Am 9. März verkündete Bürgermeister Bill de Blasio, dass es 16 bestätigte Fälle gibt. Bis 17. März gab es 814 Infizierte. Bis zum Abend des 25. März gab es über 17.000 Infizierte, davon 3000 Patienten. Bis zum 27. März gab es 26.000 Infizierte.
3200 Mitarbeiter und damit knapp ein Zehntel des New York Police Department waren am 26. März erkrankt.

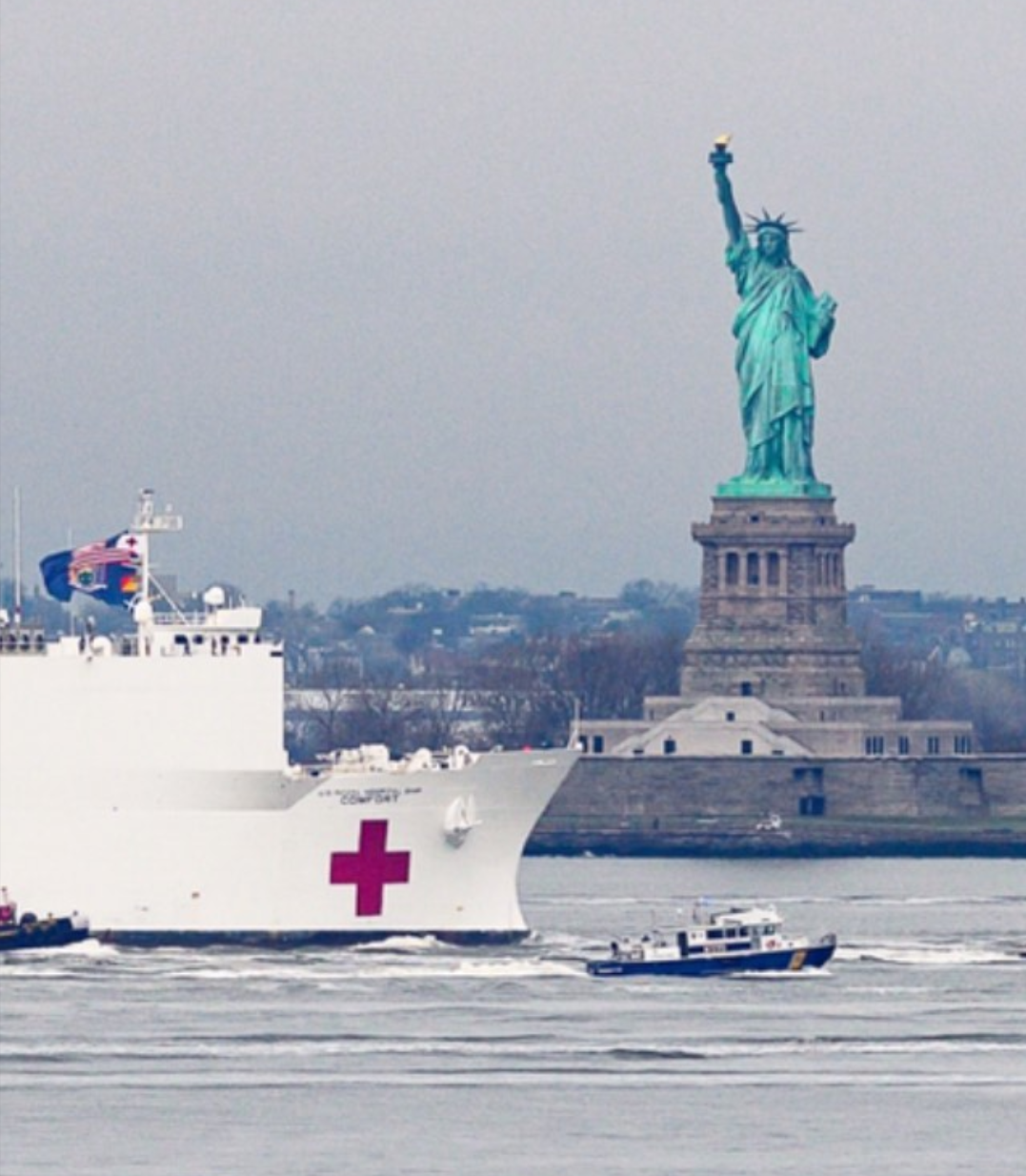
Die USNS Comfort vor der Freiheitsstatue am 30. März 2020

Im März 2020 wurde die USNS Comfort, ein Hospitalschiff der United States Navy mit einer Kapazität von 1000 Betten, nach New York entsandt, um die Krankenhäuser der Stadt im Rahmen der COVID-19-Pandemie zu entlasten. Auf dem Schiff selbst sollen aber keine mit COVID-19 infizierten Patienten behandelt werden. Am 30. März traf sie in New York ein. Zwischenzeitlich wurde es dem Bedarf nach auf die Aufnahme von Covid-19-Patienten umgerüstet, da es aber kaum genutzt wurde, wurde das Schiff Ende April wieder abgezogen. Es gab vier mit Unterstützung der Bundesregierung gebaute Nothospitäler, von denen aber bis Ende April 2020 nur das Javits Center mit 2900 Betten genutzt wurde.
Am 31. März schätzte das NYC Health Department 8549 hospitalisierte Patienten, am 4. April stieg die Zahl auf 12.716 und am 6. April auf 15.333.

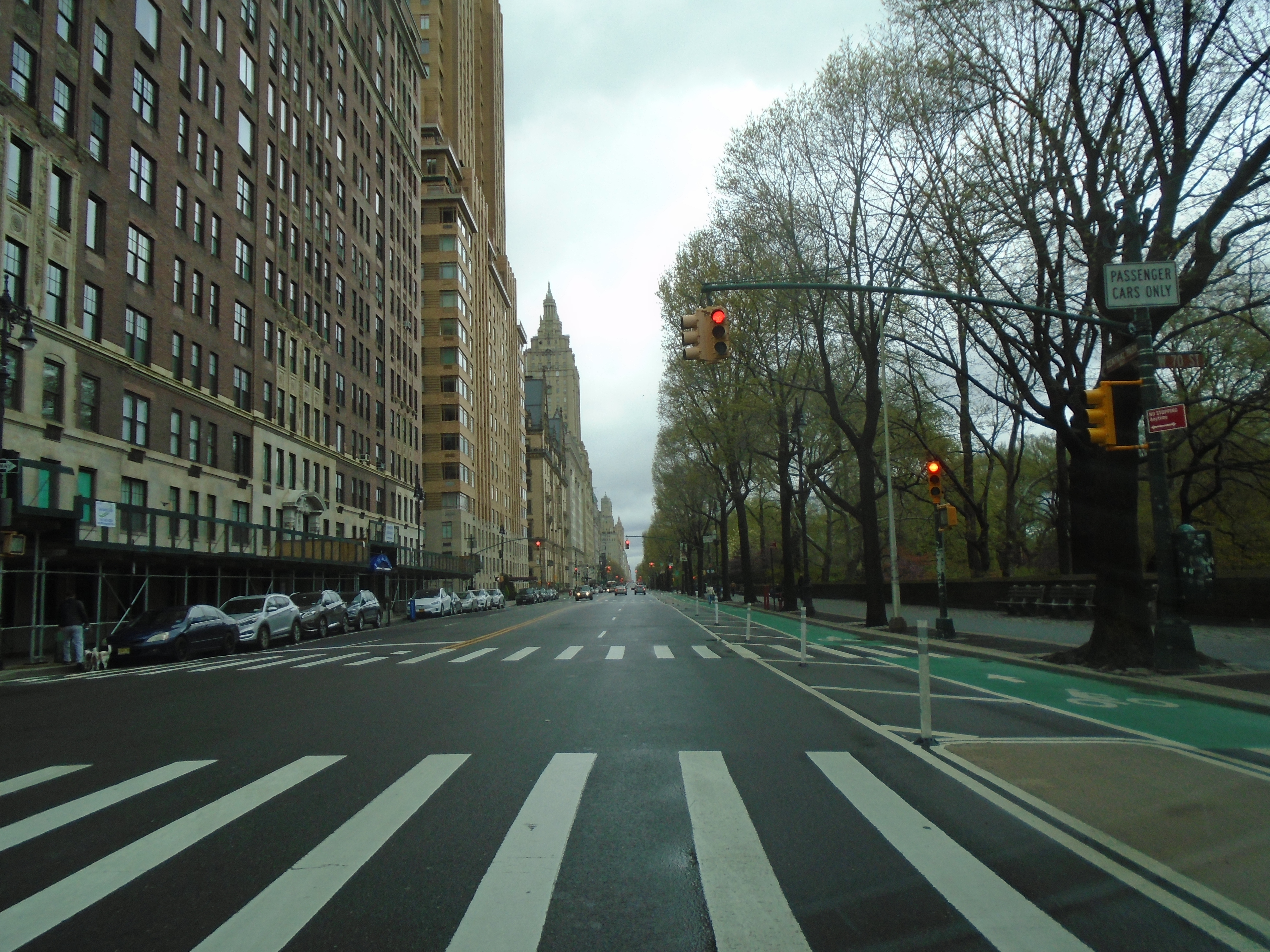
Leere Straßen in New York City

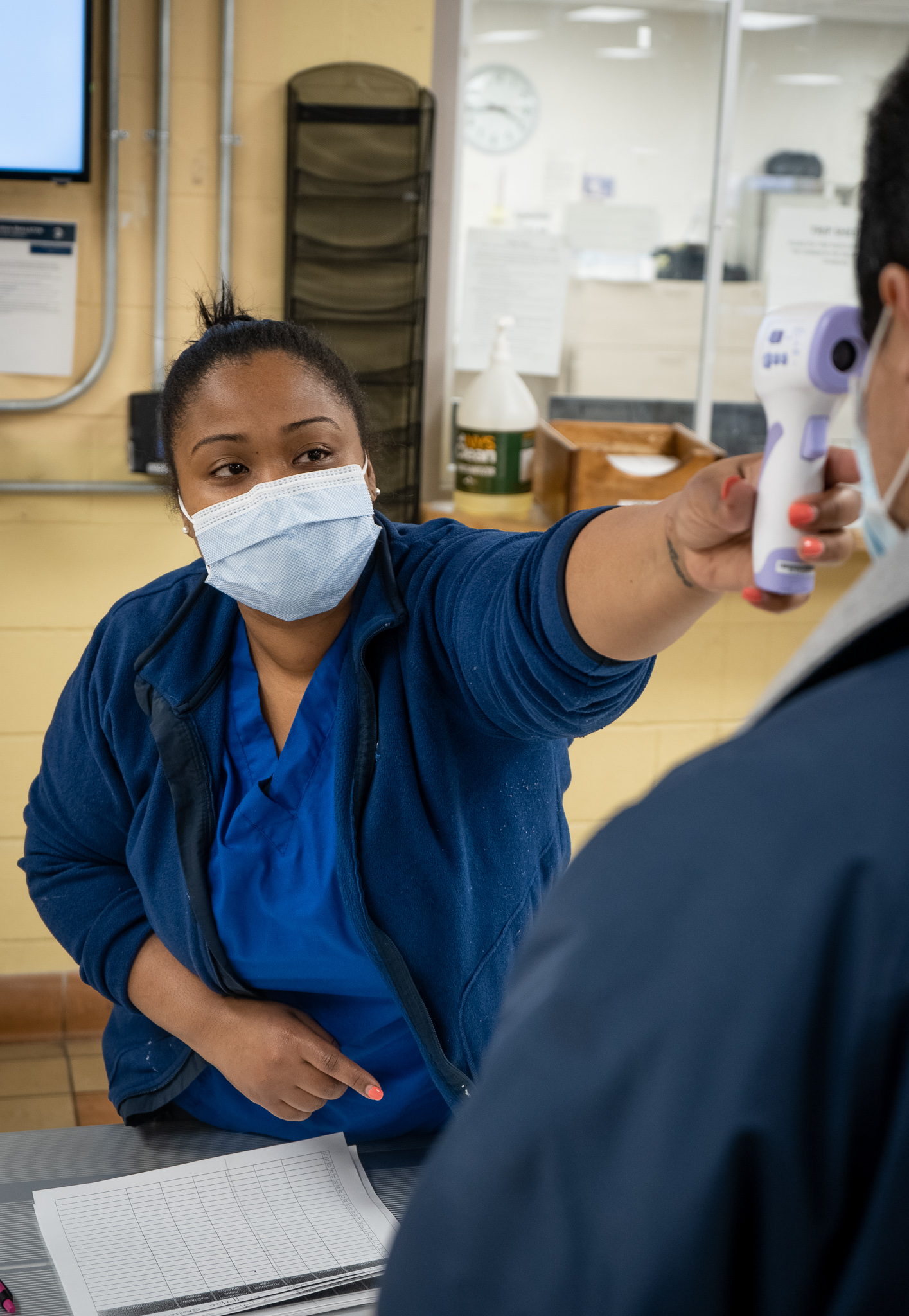
Temperaturprüfung

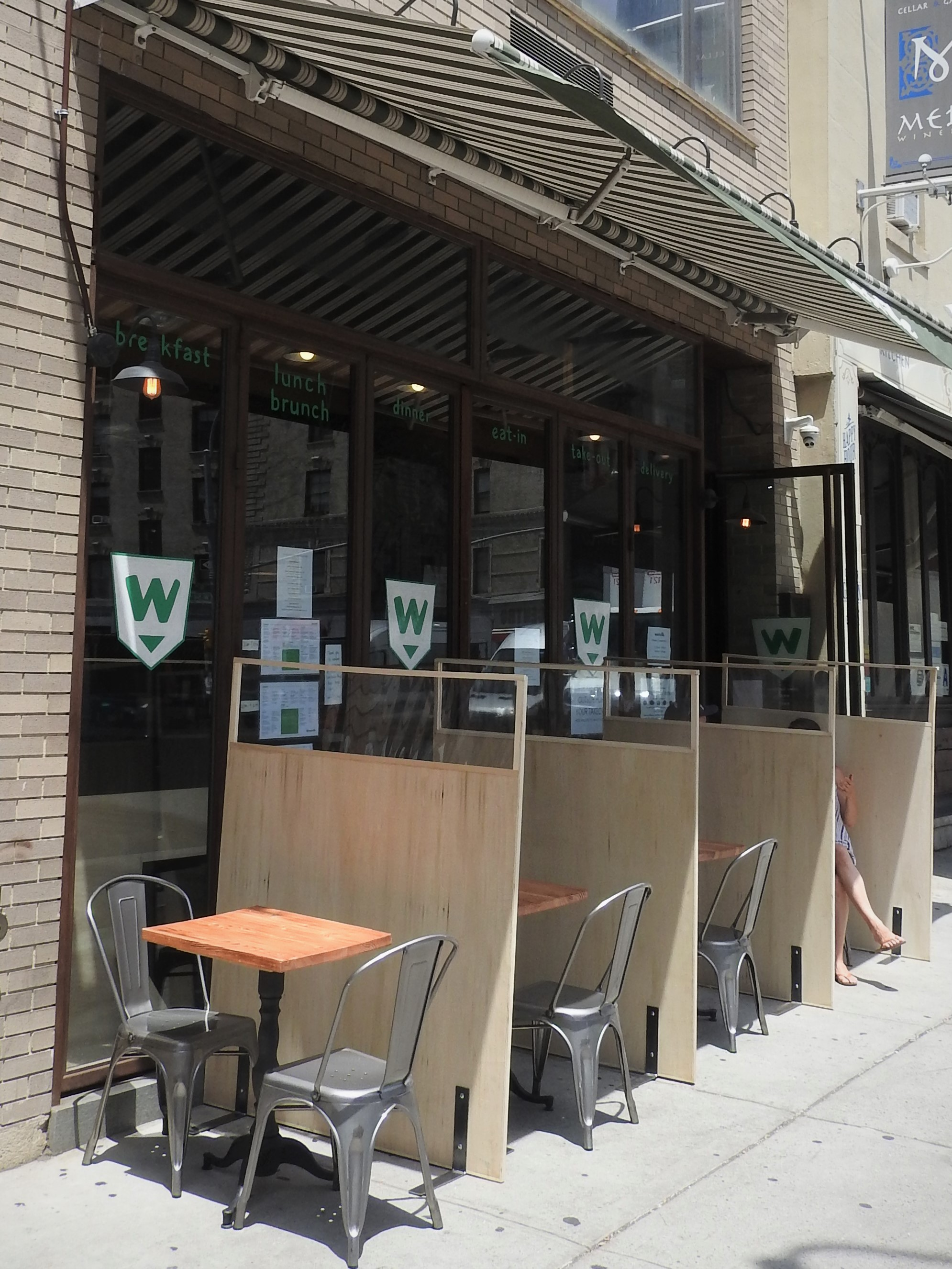

Am 6. April gab es offiziell 68.776 Infizierte.
Ein medizinischer Experte, der am 23. April ein Gefängnis in Brooklyn besichtigte, erklärte später in einem Bericht, dass die sechs dort festgestellten Fälle wahrscheinlich nur die „Spitze des Eisberges“ darstellten. Symptome würden nicht systematisch notiert, viele Anfragen nach medizinischer Hilfe würden erst Tage später oder gar nicht beantwortet.
Mit Stand vom 26. April 2020 zählte man 153.204 bestätigte Fälle. Geschätzt 39.635 Fälle waren hospitalisiert. Bestätigte Todesfälle gab es 11.460. Hinzu kamen 5213 weitere wahrscheinliche Todesfälle.
Öffentliche Schulen wurden in New York City am 19. November 2020 aufgrund der Infektionslage auf unbestimmte Zeit geschlossen. Die Politik der Schulschließung wurde jedoch bereits weniger als zwei Wochen später teilweise wieder rückgängig gemacht, als New Yorks Bürgermeister Bill de Blasio ankündigte, dass Grundschulen ab dem 7. Dezember den Präsenzunterricht wieder aufnehmen würden. Mittel- und Oberschulen blieben jedoch bis ins neue Jahr hinein geschlossen.
Forscher des öffentlichen Gesundheitswesens schätzten, dass bereits 44 Prozent der Einwohner der Metropole New York bis zum 31. Dezember 2020 infiziert waren. Diese Schätzungen basierten auf einer Kombination aus Virustests, Antikörpertests, Todeszahlen und Daten zur Bevölkerungsmobilität.

### 2021
Im Frühjahr 2021 machte die Coronavirus-Variante B.1.526, von der angenommen wird, dass sie sich lokal in New York City entwickelte, im März über 45 Prozent der neuen Fälle in der Stadt aus. Die Variante tauchte erstmals im November 2020 in Proben auf, die in der Stadt gesammelt wurden. Ab Januar 2021 sorgte diese Variante für einen starken Anstieg der Infektionsfälle in New York City.
Am 23. Juli 2021 gab das Gesundheitsamt der Stadt bekannt, dass die täglichen Infektionsfälle um 32 Prozent höher lagen als in der Vorwoche und dass die Delta-Variante zum dominierenden COVID-Stamm in New York geworden war und über einen Zeitraum von vier Wochen bereits 57 Prozent der stadtweiten Proben ausmachte. Am 2. August 2021 empfahl de Blasio, dass auch geimpfte Personen Masken in Innenräumen tragen, um einem anhaltenden Anstieg positiver COVID-Fälle infolge der Delta-Variante entgegenzuwirken. Bereits am folgenden Tag wurde bekannt gegeben, dass ab dem 16. August 2021 in Innenräumen Maskenpflicht bestand.

### 2022
Im Februar 2022 liefen die meisten verpflichtenden Schutzmaßnahmen aus. In der Folge öffneten Theater und Hotels wieder, letztere bereits nach 2 Wochen mit einer Auslastung von etwa 50 Prozent. In der Gastronomie fehlten jedoch etwa 75.000 Arbeitskräfte und nur ein Viertel der Angestellten kehrte in ihre Büros in New York zurück. Die Infektionszahlen stiegen in der Folge schnell an, lagen im März dreimal so hoch wie im Durchschnitt des Bundesstaats und blieben über den Sommer konstant hoch.
Das Stadtbild war nachhaltig verändert, da insbesondere die Zahl der internationalen Touristen deutlich hinter denen der Vor-Pandemie-Jahre zurückblieb. Nur etwa die Hälfte der Angestellten kehrte zur Präsenzarbeit zurück, ein Teil davon zudem nicht an allen Werktagen. Dies wirkte sich vor allem auf gastronomische Betriebe negativ aus, aber auch der Einzelhandel litt. Der Umsatzeinbrüche durch Home- und Hybridarbeitsmodelle wurde auf 12,4 Milliarden US-Dollar geschätzt. Im Sommer geriet –

### 2023
Nach dem Start der Registrierung von Impfungsdaten im Dezember 2020, wurde bestätigt, dass insgesamt ca. 90 % der New Yorker Bevölkerung die Erstimpfung bekommen hätten, über 82 % hätten die Zweitimpfung bekommen. Am 14. September 2023 wurde die Registrierung neuer Impfungen beendet.
Mit Ende des Winters 2022/23 wurden die letzten verpflichtenden Schutzmaßnahmen abgeschafft und die Stadt schwenkte auf ein Modell der Überwachung und Handhabung um. Insbesondere sollte weiter das Abwasser analysiert werden, um das Infektionsgeschehen überblicken zu können. Im Juli 2023 stieg die Zahl der Neuinfektionen erneut stark an, wahrscheinlich aufgrund der neuen Variante EG.5, genannt „Eris“.

### Impfungen
Im Dezember 2020 wurden Ärzte, Krankenschwestern, Patienten mit hohem Risiko und Rettungskräfte erstmals mit Covid-Impfstoffen behandelt. Im Januar 2021 wurden auch einige Lebensmittelhändler, Lehrer und Beschäftigte des öffentlichen Nahverkehrs geimpft. Bis zum 25. Januar 2021 wurden in New York City 628.831 Impfdosen verabreicht. Im Februar 2021 waren einige Restaurant- und Lieferarbeiter sowie Taxifahrer für den Impfstoff berechtigt.
Bis zum 21. Februar 2022 wurden in New York City 16.854.715 COVID-19-Impfstoffdosen verabreicht.
Bis zum 26. Juni 2022 wurden in New York rund 77 Prozent der Bevölkerung vollständig geimpft.

## Infektionen und Todesfälle
In der Tabelle sind jeweils die Gesamtzahlen angegeben (aufaddiert bis zum angegebenen Datum):
| Datum                                                                      | Infektionen (kumuliert) | Todesfälle (kumuliert) |
| -------------------------------------------------------------------------- | ----------------------- | ---------------------- |
| Bestätigte Infektionen und Todesfälle in New York City (Anfangsphase 2020) |                         |                        |
| 29. Februar 2020                                                           | 1                       | 0                      |
| 17. März 2020                                                              | 814                     | 17                     |
| 31. März 2020                                                              | 41.771                  | 1.096                  |
| 5. April 2020                                                              | 63.767                  | 2.256                  |
| 19. April 2020                                                             | 132.467                 | 9.101                  |
| Bestätigte Infektionen und Todesfälle in New York City (2021)              |                         |                        |
| 1. Januar 2021                                                             | 402.855                 | 20.410                 |
| 1. Februar 2021                                                            | 540.121                 | 22.513                 |
| 1. März 2021                                                               | 629.351                 | 24.613                 |
| 1. April 2021                                                              | 720.530                 | 26.357                 |
| 1. Mai 2021                                                                | 772.578                 | 27.552                 |
| 1. Juni 2021                                                               | 785.856                 | 28.099                 |
| 1. Juli 2021                                                               | 791.035                 | 28.287                 |
| 1. August 2021                                                             | 810.451                 | 28.411                 |
| 1. September 2021                                                          | 857.585                 | 28.715                 |
| 1. Oktober 2021                                                            | 896.177                 | 29.094                 |
| 1. November 2021                                                           | 921.123                 | 29.386                 |
| 1. Dezember 2021                                                           | 954.520                 | 29.636                 |
| Bestätigte Infektionen und Todesfälle in New York City (2022)              |                         |                        |
| 1. Januar 2022                                                             | 1.468.524               | 30.340                 |
| 1. Februar 2022                                                            | 1.913.870               | 33.386                 |
| 24. Juni 2022                                                              | 2.184.242               | 35.141                 |
| 7. September 2022                                                          | –                       | ca. 41.800             |